# Blue Scholars
Blue Scholars est un groupe de hip-hop américain, originaire de Seattle, Washington. Le nom du groupe est un jeu de mots avec le terme blue collar (en français « col bleu ») qui est une manière d'appeler les employés qui font un travail manuel. Leur musique et paroles sont centrées sur la lutte des classes, la critique des autorités et la prise de pouvoir des jeunes, comme le montrent les chansons Opening Salvo, Blink et Commencement Day. Ces thèmes sont parfois en rapport avec la région de Seattle, comme dans Southside Revival, North by Northwest ou The Ave.

## Biographie
Le duo a joué à travers les États-Unis et fait des concerts au Sasquatch! Music Festival en 2005, 2006 et 2008, et au Bumbershoot (en ouverture de Kanye West) en 2006. Ils ont fait la première partie et partagé la scène d'artistes comme De La Soul, Slick Rick, Wordsworth, Kanye West, Hieroglyphics, Immortal Technique, The Coup et Masta Ace,. En 2006, Blue Scholars reçoit la plus grande distinction pour la catégorie hip-hop lors des Seattle Weekly's Music Awards Poll et sont aussi les vainqueurs du vote général ; quelques années plus tôt, ils ont été nommés dans la catégorie des meilleurs artistes hip-hop, du meilleur single ainsi que du meilleur album,,,.
Le clip paru pour la chanson Back Home est un appel de support très personnel pour faire revenir les troupes américaines d'Irak. La vidéo, produite par le frère de Sabzi, Zia, a reçu des critiques élogieuses de nombreux blogs sur internet. La vidéo est suivie par la parution en novembre 2007 d'un clip de Joe Metro qui met en scène Geologic, prenant la ligne 48 autour de Seattle et marchant dans les rues de la ville. Le site web du groupe annonce que deux maxis sortiront avant fin 2007, Joe Metro EP et Butter & Guns EP (principalement pour la chanson Loyalty). Chaque maxi comportant la chanson éponyme, un remix de celle-ci, des vidéos et d'autres remixes ainsi que de nouvelles chansons.
En 2007, le duo présente et fait la tête d'affiche de nombreux shows pour un festival hip-hop à Seattle appelé The Program. Les cinq shows se déroulent dans la juridiction locale de Neumos du 18 au 22 décembre 2007. Chaque show se terminait par un concert des Blue Scholars et de nombreux autres groupes locaux se produisaient chaque soir incluant Common market, The Saturday Knights, Dyme Def et de nombreux autres. L'affiche du premier spectacle de The Program incluait un « invité spécial secret ». Le groupe choisit de garder une série de shows plutôt qu'une simple soirée de fin d'année pour présenter le meilleur de ce que le hip-hop a à offrir et parce qu'ils « en avaient assez de travailler pour le nouvel an ». En 2007, Geologic, représentant les Blue Scholars, fait une tournée avec Kiwi et d'autres invités pour promouvoir le Stop Killing Tour afin de sensibiliser les gens sur la mort de citoyens aux Philippines.
Le 6 septembre 2008, ils jouent au Georges Amphiteater, Washington, lors du Rock the Bells, le festival international de hip-hop, partageant la scène principale avec A Tribe Called Quest, Nas, Mos Def, The Pharcyde, Murs, Jedi Mind Tricks, De La Soul et Little Brother.

### Label
Ayant choisi de créer leur propre label plutôt que de signer avec un label existant, les membres des Blue Scholars, avec les MCs RA Scion, de Common Market, et Gabriel Teodros on lancé MassLine Media en 2006. La mission de ce label a entre autres pour but d'utiliser le hip-hop comme moyen de regroupement local et d'assistance aux jeunes.
Massline a créé un partenariat avec le légendaire label de hip-hop Rawkus Records en 2007 pour la sortie de leur nouvel album, Bayani le 12 juin ; son nom provient de deux langues différentes. En tagalog cela signifie littéralement « héros du peuple » et en persan, « bayan » signifie « le mot ». Cet album commémore aussi la déclaration d'indépendance proclamée par l'Espagne pour les Philippines en 1898. En juillet 2009, les Blue Scholars créent un partenariat avec la chaîne de cafés Cafe Vita, et un avec Duck Down Records dans lequel le label signe le groupe. 
Geologic figure aussi sur un remix d'artistes de Duck Down, KRS-One et Buckshot sur le remix Oh Really de Talib Kweli. Le duo a aussi remixé le hit Fireflies (de Owl Cities) dans leur chanson Paul Valery.

## Autour du groupe
Dans le jeu vidéo Half-Life 2: Episode Two, le nom Blue Scholars apparaît sur de nombreuses radios tout au long du jeu à côté de la station de radio FM 89.5. Il apparaît aussi sur un poste de radio dans le laboratoire de Kleiner, au-dessus des écrans de surveillance. Ceci est dû au fait que Sabzi est le cousin de Dhabih Eng, un artiste travaillant pour Valve. 89.5 FM est une référence à une fréquence radio de Seattle, la station KHNC-FM. C'est l'une des rares fréquences radio du pays entièrement dirigée par des lycéens, ici, les étudiants du lycée Nathan Hale.
La chanson Sagaba Remix est utilisée dans le jeu Project Gotham Racing 4 sur Xbox 360.

## Membres
- Geologic alias Prometheus Brown (Georges Quibuyen) : MC et poète de slam. En 2007–2008, Quibuyen se classe sixième avec 96 % des votes lors des nominations pour le Poet Populist de Seattle, le plus haut score pour un write-in candidate (son nom n'apparaissait pas sur le bulletin de vote, chaque votant ayant donc rajouté son nom de manière manuscrite), en neuf années de compétition[15]. Ce record a par la suite été dépassé par le poète Ananda Osel aux nominations de 2008–2009[16]. Fils d'immigrés philippins, Quibuyen a vécu, enfant, dans de nombreux endroits de la Côte Ouest des États-Unis et d'Hawaï jusqu'à ce que sa famille s'installe à Bremerton, dans l'État de Washington. Geologic a été à l'université de Washington et a été militant dans l'organisation Isangmahal Arts Kollective, chaque expérience ayant influencé ses textes[17],[18].
- Sabzi alias Saba (Alexi Saba Mohajerjasbi) : DJ et pianiste de jazz. Américano-iranien, il joue et écrit de la musique pour un groupe de ska/punk avant de se mettre à travailler sur des beats et des tables de mixage avec Blue Scholars[1]. Il a étudié au Lycée Inglemoor à Kenmore, Washington, avant d'entrer à l'université de Washington. il rencontre Geologic après avoir lancé l'initiative de promouvoir le hip-hop sur le campus et autour de Seattle[19],[18]. Sabzi est aussi le DJ de Common Market, un autre duo de hip-hop de Seattle. Il est de religion bahá'íe et leur album Bayani commence par une prière bahá'íe chantée par Behnam Khoshkoo.

## Discographie

### EPs
- 2005 : The Long March EP
- 2007 : Joe Metro EP
- 2008 : Butter & Gun$ EP
- 2009 : OOF! EP

## Vidéographie
- 2004: Freewheelin
- 2007: Back Home
- 2007: Joe Metro
- 2008: Loyalty
- 2009: Coffee and Snow
- 2009: HI-808